# Jacqueline Gougis
Pour les articles homonymes, voir Gougis.
Jacqueline Gougis, née le 16 septembre 1926 à Dijon et morte le 29 juin 2021 à Évreux, est une artiste-peintre.

## Biographie
Jacqueline Gougis est née en 1926 à Dijon.
Elle est formée à la peinture à l'âge de 14 ans. À 18 ans elle expose à Paris.
Elle s'installe à Giverny en 1986. Le critique d'art André Weber dit d'elle : « Dans l'Impressionnisme renaissant, vous occupez une place de choix. Vous êtes une magicienne de la primauté du beau ». Jacqueline Gougis utilise la technique du pointillisme, elle expose plusieurs toiles à la Chambre des Notaires de Carcassonne dont une intitulée Le Chemin du Paradis.
Mariée et sans enfants, elle souhaite qu'après sa disparition, que ses œuvres reviennent à Moret-sur-Loing.

## Expositions
- Galerie Jaquester[6].
- Chambre des Notaires de Carcassonne[4].